# Parotocinclus spilosoma
Parotocinclus spilosoma är en fiskart som först beskrevs av Fowler, 1941.  Parotocinclus spilosoma ingår i släktet Parotocinclus och familjen Loricariidae. Inga underarter finns listade i Catalogue of Life.